# 山崎誠
山崎 誠（やまざき まこと、1962年11月22日 - ）は、日本の政治家。立憲民主党所属の衆議院議員（4期）。元横浜市会議員（2期）。

## 来歴
東京都練馬区生まれ。東京都立西高等学校、上智大学法学部法律学科卒業（ゼミでは国際政治学、国際関係論を専攻）。1993年、青山学院大学大学院国際政治経済学研究科ビジネス専攻修士課程修了。横浜国立大学大学院環境情報学府博士後期課程単位取得退学。株式会社熊谷組、日揮株式会社等に勤める。
2006年3月26日執行の横浜市会議員補欠選挙（青葉区選挙区）に出馬し、初当選を果たした。翌2007年の統一地方選で得票数トップで再選された。
2009年、横浜市会議員を任期途中で辞職。同年の第45回衆議院議員総選挙に民主党公認で神奈川8区から出馬し、選挙区ではみんなの党の江田憲司に54,209票の差をつけられ敗れたが、重複立候補していた比例南関東ブロックで復活し、当選した。
2010年9月の民主党代表選挙では、現職の菅直人首相を支持した（菅は小沢一郎を破り再選）。
2012年11月15日、民主党に離党届を提出し（離党届は受理されず11月21日付で除籍処分を受けた）、参議院会派「みどりの風」に合流。山崎の入会により、みどりの風は政治資金規正法上の政党になった。同年12月の第46回衆議院議員総選挙には、当選後のみどりの風への復党を前提に、11月28日に結党した日本未来の党の公認を受け、神奈川7区に国替えして出馬。自由民主党元職の鈴木馨祐やみんなの党新人の田中朝子、民主党前職の首藤信彦の後塵を拝して得票数は4位に留まり、落選。得票率は8.3%で供託金は没収され、有効投票の1割を獲得できなかったため重複立候補していた比例南関東ブロックでも、当選の資格を失った。
2017年、第48回衆議院議員総選挙では立憲民主党から比例東北ブロックで出馬、当選を果たす。2018年9月に同党の神奈川5区支部長に就任。
2021年10月31日、第49回衆議院議員総選挙において小選挙区では現職の坂井学に敗れたものの比例復活を果たし3選。枝野幸男代表の辞任に伴う代表選挙（11月30日実施）では西村智奈美の推薦人に名を連ねた。
2024年10月27日、第50回衆議院議員総選挙において小選挙区では現職の坂井学に敗れたものの比例復活を果たし4選。

## 政策・主張
- アベノミクスを評価しない[18]。
- 消費増税の先送りをどちらかと言えば評価する[18]。
- 安全保障関連法の成立を評価しない[18]。
- 安倍内閣による北朝鮮問題への取り組みを評価しない[18]。
- 共謀罪法を評価しない[18]。
- 安倍内閣による森友学園問題・加計学園問題への対応を評価しない[18]。
- 長期的に消費税率を10％よりも高くすることにどちらかと言えば賛成[18]。
- 選択的夫婦別姓の導入にどちらかと言えば賛成[18]。
- 永住外国人への地方選挙権付与に賛成[19]。

## 支持団体
- JR総連から組織推薦候補として支援を受けている[20]。

## 議員連盟
- 子ども・被災者支援法国会議員連盟
- 立憲民主党 科学技術・イノベーション議員連盟
- 子どもへのワクチン接種とワクチン後遺症を考える超党派議員連盟[21]

## 騒動
- 2020年5月の衆議院東日本大震災復興特別委員会の審議中、30分以上にわたりスマートフォンを操作し、軽自動車の販売サイトを閲覧したり、サントリー社の健康商品を無料で試せるモニター登録をしたりしていた。山崎は毎日新聞の取材に対し、「軽率であったと反省しております。今後、このような行動をとらぬよう、緊張感を持って自らを律して議員活動に専念してまいります」とコメントした[22]。
  - 2022年1月の衆院本会議の最中にもスマートフォンを操作して、新聞に載せる自身のPRを閲覧していたことがFNNプライムオンラインで報道された[23]。

## 選挙歴
| 当落 | 選挙                       | 執行日         | 年齢 | 選挙区           | 政党         | 得票数     | 得票率 | 定数 | 得票順位 /候補者数 | 政党内比例順位 /政党当選者数 |
| ---- | -------------------------- | -------------- | ---- | ---------------- | ------------ | ---------- | ------ | ---- | ------------------ | ---------------------------- |
| 当   | 2006年横浜市会議員補欠選挙 | 2006年3月26日  | 43   | 青葉区選挙区     | 民主党       | 2万8392票  |        | 1    | 1/4                | /                            |
| 当   | 2007年横浜市議会議員選挙   | 2009年4月8日   | 44   | 青葉区選挙区     | 民主党       | 1万1965票  |        | 7    | 1/12               | /                            |
| 比当 | 第45回衆議院議員総選挙     | 2009年08月30日 | 46   | 神奈川県第8区    | 民主党       | 7万4544票  | 28.45% | 1    | 2/4                | 6/11                         |
| 落   | 第46回衆議院議員総選挙     | 2012年12月16日 | 50   | 神奈川県第7区    | 日本未来の党 | 2万743票   | 8.25%  | 1    | 4/5                | /                            |
| 当   | 第48回衆議院議員総選挙     | 2017年10月22日 | 55   | 比例東北ブロック | 立憲民主党   | ーー票     | ーー   | 13   | /                  | 2/3                          |
| 比当 | 第49回衆議院議員総選挙     | 2021年10月31日 | 58   | 神奈川県第5区    | 立憲民主党   | 11万8619票 | 46.53% | 1    | 2/2                | 5/5                          |
| 比当 | 第50回衆議院議員総選挙     | 2024年10月27日 | 61   | 神奈川県第5区    | 立憲民主党   | 6万7399票  | 34.12% | 1    | 2/4                | 6/6                          |